# Ngân hàng dự trữ liên bang Cleveland

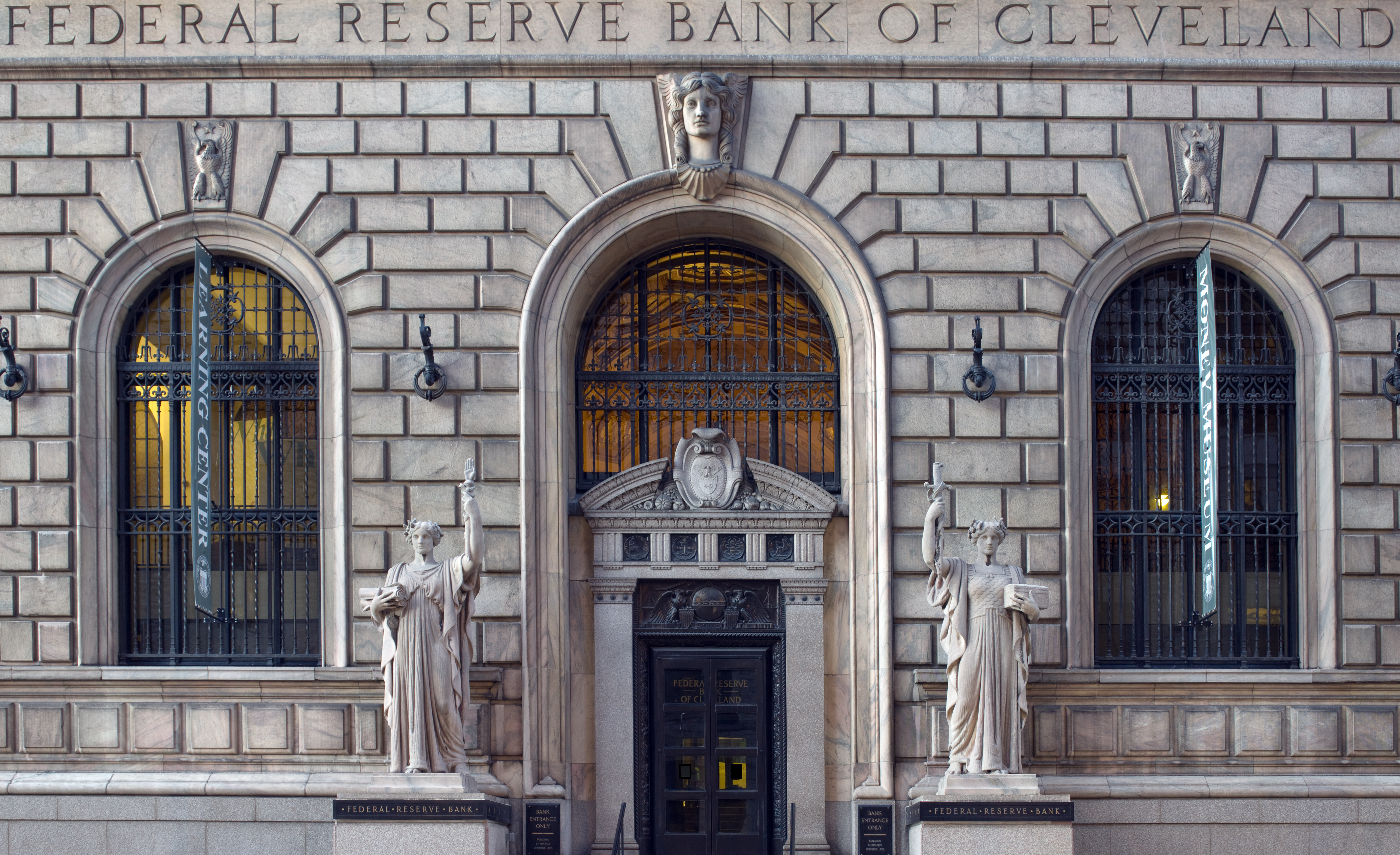
Mặt ngoài trụ sở Fed Cleveland

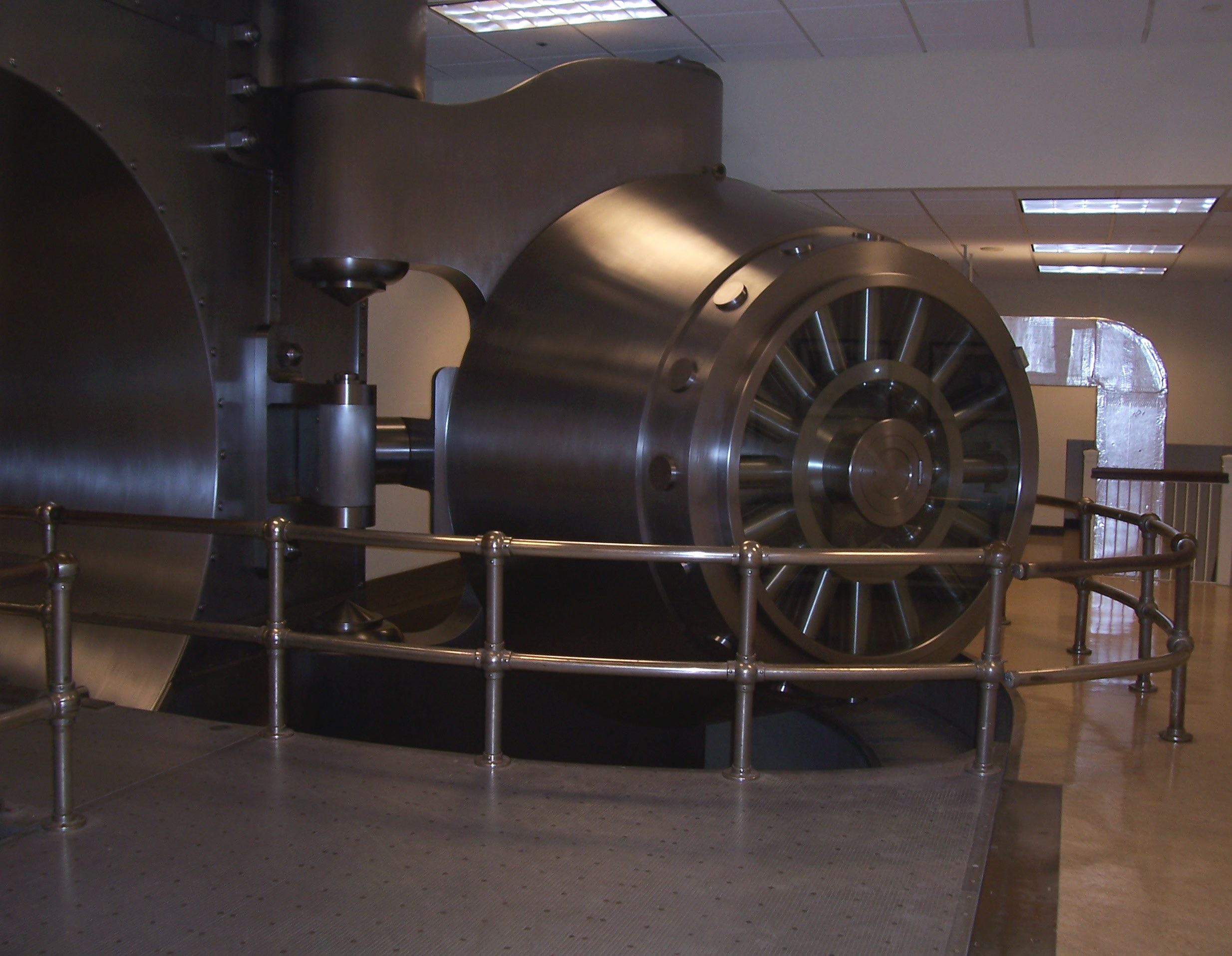
Cánh cửa nặng 100 tấn vào căn hầm giữ tài sản, căn hầm ngừng sử dụng năm 1997, được giữ lại để trưng bày

Ngân hàng dự trữ liên bang Cleveland là một trong 12 ngân hàng khu vực của Cục dự trữ liên bang Hoa Kỳ (Fed), chịu trách nhiệm khu vực thứ tư gồm tiểu bang Ohio, tây Pennsylvania, tây Kentucky, và vùng bắc Tây Virginia. Hai chi nhánh khác đặt tại Cincinnati và Pittsburgh. Trung tâm xử lý séc tại Columbus, Ohio đóng cửa năm 2005. Giám đốc điều hành (tiếng Anh: CEO) đồng thời là Chủ tịch hiện nay là Sandra Pianalto.
Trụ sở ngân hàng đặt tại Đại lộ Superior và đường East Sixth, tại trung tâm Cleveland, hoàn thành năm 1923 do Walker & Weeks thiết kế. Phần mở rộng được hoàn thành năm 1998 là phần xử lý séc và tiền mặt. Tòa nhà là một di tích lịch sử của Hoa Kỳ.
Cánh cửa cũ của hầm giữ tài sản của ngân hàng này nặng 100 tấn là cánh cửa nặng nhất thế giới loại này. Tháng 1 năm 2006, ngân hàng khánh thành bảo tàng tiền tệ và trung tâm kiến thức.